# سیارک ۱۰۲۶۱
سیارک ۱۰۲۶۱ (به انگلیسی: 10261 Nikdollezhalʹ، نامگذاری:1974QF1) ده هزار و دویست و شصت و یکمین سیارک کشف شده‌است که در ۲۲ اوت ۱۹۷۴ کشف شد.
قدر مطلق سیارک برابر ۳۳٫۸ است.